# Oscar au bain
Oscar au bain est un film muet français réalisé par Louis Feuillade et sorti en 1913.

## Fiche technique
- Titre : Oscar au bain
- Réalisation : Louis Feuillade
- Producteur : Léon Gaumont
- Société de production : Société des Etablissements L. Gaumont
- Format : Noir et blanc — 35 mm — 1,33:1 — Muet
- Genre : Comédie
- Dates de sortie : 
  - France : 23 mai 1913

## Distribution
- Léon Lorin : Oscar
- Marie Dorly
- Angèle Lérida : Violette de Parme